# Miss Santa Catarina 2015
Miss Santa Catarina 2015 foi a 58ª edição do tradicional concurso de beleza de Miss Santa Catarina, válido para a disputa nacional de Miss Brasil 2015, único caminho para o Miss Universo 2015. A competição realizou-se no dia 20 de junho de 2015 no espaço para eventos do "Clube Guarani", localizado em Itajaí, sob a apresentação da cerimonialista Grace Martins e músicas da banda cover "Serena Trio". Sob coordenação e direção do empresário Túlio Cordeiro, da agência Crazy Models, elegeu-se a candidata de Palhoça, Sabrina Meyer Caetano, que viria a se tornar, pouco tempo depois, a Vice-Miss Brasil 2015.

## Resultados

### Colocações
| Posição               | Município e Candidata |
| Vencedora             | - Palhoça - Sabrina Meyer |
| 2º. Lugar             | - Lages - Priscila Morgan |
| 3º. Lugar             | - Timbó - Jéssica Victorino |
| 4º. Lugar             | - Benedito Novo - Luana Klitzke |
| 5º. Lugar             | - Blumenau - Ana Paula Fernandes |
| Top 10 Semifinalistas | - Florianópolis - Nayara Silveira - Gaspar - Emanuele Pamplona - Joinville - Gabriela Klappoth - Santo Amaro - Samara Truppel - São José - Gabriela Losekann |

### Prêmios Especiais
O concurso distribuiu os seguintes prêmios este ano:
| Prêmio              | Município e Candidata           |
| Miss Simpatia       | - São José - Gabriela Losekann  |
| Miss Fotogenia      | - Tubarão - Ana Júlia Santos    |
| Miss Elegância      | - Joinville - Gabriela Klappoth |
| Miss Melhor Corpo   | - Gaspar - Emanuele Pamplona    |
| Miss Melhor Torcida | - Guabiruba - Amanda Pereira    |

### Ordem dos Anúncios
| 1. Santo Amaro 2. Blumenau 3. Lages 4. Benedito Novo 5. São José 6. Gaspar 7. Joinville 8. Timbó 9. Palhoça 10. Florianópolis | 1. Blumenau 2. Timbó 3. Benedito Novo 4. Lages 5. Palhoça |  |  |

## Resposta Final
Questionada sobre a educação atual brasileira, a vencedora respondeu:
| “ | Primeiramente, boa noite à todos, boa noite Santa Catarina, boa noite jurados. Eu acredito que a escola é fundamental no ensino das pessoas, mas a educação com certeza vem de casa. | ” |

## Candidatas
Candidatas que participaram do concurso deste ano:
| - Balneário Camboriú - Larissa Vasconcellos - Benedito Novo - Luana Klitzke - Blumenau - Ana Paula Fernandes - Brusque - Alexandra Vilamoski - Camboriú - Mayara Tetu - Campos Novos - Suéllen Martendal - Curitibanos - Kathleen Rezer | - Florianópolis - Nayara Silveira - Gaspar - Emanuele Pamplona - Guabiruba - Amanda Pereira - Itajaí - Gianne Radaelli - Itapema - Franciele Silva - Joinville - Gabriela Klappoth - Lages - Priscila Morgan | - Palhoça - Sabrina Meyer - Pomerode - Fabiane Zimke - Santo Amaro - Samara Truppel - São José - Gabriela Losekann - Timbó - Jéssica Victorino - Tubarão - Ana Júlia Santos - Vidal Ramos - Aline Nascimento |

## Dados das Candidatas
Atendendo ao regulamento de medidas do Miss Universo, os requisitos das candidatas:
| - Balneário Camboriú: Larissa Santos Vasconcellos tem 22 anos e 1.70m de altura. Ela ficou em segundo lugar na disputa municipal mas assumiu o posto após a vencedora ser de menor. - Benedito Novo: Luana Vanessa Klitzke tem 19 anos e 1.72m de altura, é estudante e foi aclamada na 62ª Festa de Nossa Senhora de Lourdes na comunidade de Santa Maria. - Blumenau: Ana Paula Fernandes dos Santos é estudante de Direito, tem 20 anos e 1.76m de altura. Ela foi coroada em concurso municipal realizado no Norte Shopping da sua cidade. - Brusque: Modelo e formada em Processos Gerenciais, Alexandra Rúbia Vilamoski tem 25 anos e 1.76m de altura. Foi indicada e recebeu a faixa e a coroa do Prefeito Municipal. - Camboriú: Mayara de Oliveira Tetu é estudante do 6º período da faculdade de Relações Internacionais. Foi aclamada na Prefeitura da cidade e tem 21 anos e 1.68m de altura. - Campos Novos: Suéllen Caroline Martendal tem 23 anos, 1.73m de altura e é formada no curso de Administração. Venceu outras 8 candidatas por concurso municipal em sua cidade. - Curitibanos: Kathleen Cawanna Rezer é estudante do 7º período de Farmácia e tem 21 anos com 1.75m de altura. Foi eleita por concurso municipal derrotando outras 5. | - Florianópolis: Esteticista e modelo, Nayara Silveira de 25 anos e 1.70m, foi a vencedora do concurso municipal. O evento de escolha ocorreu na sede da Secretaria de Turismo, no Centro. - Gaspar: A veterana Emanuele Pamplona tem 23 anos de idade e 1.73m de altura. Ela foi indicada pela coordenadora do município. Ela já participou do certame, em 2011. - Guabiruba: Estudante do 7º período do Curso de Ciências Contábeis, Amanda Gisele Pereira tem 21 anos e 1.68m de altura. Foi aclamada e coroada pela Prefeitura local. - Itajaí: Gianne Radaelli é formada em Cosmetologia, tem 25 anos e 1.71m de altura. Ela venceu o concurso municipal acirrado competindo com outras 5 candidatas ao título. - Itapema: Franciele Silva é estudante de Direito, tem 22 anos, 1.70m de altura e foi eleita por concurso municipal competindo com outras quatro conterrâneas pelo título. - Joinville: Gabriela Klappoth Krelling tem 23 anos e é a mais alta da competição até agora, com 1.79m de altura. Ela foi eleita por concurso municipal derrotando outras 7. - Lages: Nascida em Bom Retiro, Priscila Rosa Morgan de 1.80m de altura é acadêmica de Direito. Ela foi oficialmente apresentada e coroada pela Prefeitura de sua cidade. | - Palhoça: Alta, loira e com um belo par de olhos azuis, Sabrina Meyer de 1.78m foi aclamada Miss Palhoça no gabinete da Prefeitura. A estudante de Administração tem 20 anos. - Pomerode: Eleita por concurso municipal da vencedora do concurso estadual de 2013, Fabiane Zimke tem 25 anos, 1.73m de altura e é formada em Educação Física. - São José: Aclamada, Gabriela Schmitt Losekann tem 23 anos com 1.74m de estatura. É estudante do último período de Administração e foi coroada pela Prefeitura de sua cidade. - Santo Amaro da Imperatriz: Estudante de Ciências Contábeis, Samara Maria Truppel tem 22 anos e 1.79m de altura. A bela foi coroada na Prefeitura da cidade e foi indicada, não passou por concurso. - Timbó: Jéssica Victorino é estudante do 5º período do Curso de Ciências Contábeis e tem 19 anos com 1.75m de altura. Ela foi aclamada pela prefeitura local. - Tubarão: A representante de Tubarão, Ana Júlia Santos tem 23 anos de idade e 1.70m de altura. A loira foi aclamada e coroada num restaurante da cidade. - Vidal Ramos: Estudante do 3º período de Agronomia do Instituto Federal Catarinense, Aline Nascimento tem 21 anos com 1.74m e foi aclamada pela Prefeitura local. |

## Histórico

### Desistência
- Criciúma - Cínthia Vieira [27]

## Crossovers
Candidatas que já possuem um histórico em concursos de beleza:
| Miss Rio Grande do Sul - 2014: Florianópolis - Nayara Silveira - (Representando o município de Xangri-lá) Miss Santa Catarina - 2011: Gaspar - Emanuele Pamplona - (Representando o município de Gaspar) Miss Mundo Brasil - 2014: Gaspar - Emanuele Pamplona - (Representando a ilha de São Francisco do Sul) Miss Brasil Latina - 2014: Lages - Priscila Morgan (3º. Lugar) - (Representando o Estado de Santa Catarina) Rainha da Doce Festa - 2013: Vidal Ramos - Aline Nascimento (Vencedora) - (Representou um clube local da cidade) | Rainha da Festa das Tradições - 2013: Benedito Novo - Luana Klitzke (Vencedora) - (Representando uma das várias etnias da cidade local.) Rainha da Festa Pomerana - 2014: Pomerode - Fabiane Zimke (Vencedora) - (Representou o Clube de Caça e Tiro Alto Rio do Testo.) Rainha da Exporural Camboriú - 2014: Camboriú - Mayara Tetu (2º. Lugar) - (Representando o bairro de Santa Regina.) Rainha da Festa de Campos Novos - 2015: Campos Novos - Suellen Martendal (Vencedora) - (Indicada por ter sido candidata estadual.) Rainha da Festa de Integração - 2015: Guabiruba - Amanda Pereira (Vencedora) - (Indicada por ter sido candidata estadual.) Verão Top Model - 2011: Palhoça - Sabrina Meyer (Vencedora) - (Representando extra-oficialmente o município de Palhoça) |